# David Hruška
David Hruška (* 8. Januar 1977 in Sokolov, Tschechoslowakei) ist ein ehemaliger tschechischer Eishockeyspieler, der im Laufe seiner Karriere 912 Extraliga-Spiele unter anderem für den HC Petra Vsetín, HC Energie Karlovy Vary, HC Slavia Prag und die Piráti Chomutov absolviert hat und dabei fünf Mal die tschechische Meisterschaft gewann.

## Karriere
David Hruška begann seine Karriere in seiner Heimatstadt bei HC Baník Sokolov, bevor er während des NHL Entry Draft 1995 in der sechsten Runde an 131. Stelle von den Ottawa Senators ausgewählt (gedraftet) wurde. Kurze Zeit später wurde er von den Red Deer Rebels aus der WHL während des CHL Import Draft als insgesamt siebter Spieler ausgewählt. Er absolvierte nur 28 Spiele für die Rebels, in denen er aber 14 Tore und 14 Assists erzielte. In einem Spiel gegen die Medicine Hat Tigers schoss Hruška fünf Tore, so dass er seitdem diesen Teamrekord der Rebels hält. Im Dezember 2005 kehrte er nach Tschechien zurück, um für den HC Petra Vsetín zu spielen. Hruška spielte nur in einem Playoff-Spiel für Vsetín, gewann aber am Ende mit dem Team die tschechische Meisterschaft. In der folgenden Spielzeit ging er in vier Spielen für seinen Heimatclub in Sokolov auf das Eis, spielte aber ansonsten weiter in Vsetín. In den Playoffs wurde er in sechs Spielen eingesetzt und am Ende der Saison konnte erneut der Gewinn der Meisterschaft gefeiert werden. Über den HC Slezan Opava kam er 1999 zum HC Karlovy Vary, für den er bis 2001 spielte. Die folgende Spielzeit brachte dann den Durchbruch für Hruška: In 42 Extraliga-Partien erzielte er 31 Tore für den HC Chemopetrol Litvínov und HC Femax Havířov, was ihm die Torjägerkrone einbrachte. Da sein Team die Playoffs verpasste, wechselte er in die Nationalliga A zum EHC Kloten, für den er ein Playoff-Spiel absolvierte.
Im Sommer 2002 wurde er vom HC Slavia Prag verpflichtet, wo er bis 2009 spielte. In der Saison 2002/03 und 2007/08 gewann er mit Slavia zwei weitere tschechische Meistertitel und brillierte vor allem während der Playoffs 2007/08, als er in 19 Partien sechs Tore und 10 Assists erzielte.
Im Dezember 2009 verließ Hruška Slavia Prag und wurde vom KLH Chomutov aus der 1. Liga verpflichtet und gewann mit dem KLH am Saisonende die Meisterschaft der zweiten Spielklasse. Im November 2010 wurde er an den HC Energie Karlovy Vary ausgeliehen, kehrte aber vor den Play-offs in den Kader des KLH Chomutov zurück. 2012 schaffte er mit dem KLH nach dem Meistertitel in der 1. Liga auch den Aufstieg in die Extraliga. Im Laufe der Saison hatte sich der Klub zudem in Piráti Chomutov umbenannt.
Nach der Saison 2013/14 verließ Hruška das Team aus Chomutov und wurde erneut vom HC Karlovy Vary verpflichtet. Für diesen spielte er bis Oktober 2015, ehe er zu Slavia Prag zurückkehrte, das in der Zwischenzeit in die zweite Spielklasse abgestiegen war. Im Sommer 2016 entschied er sich für eine Rückkehr zu seinem Heimatverein HC Baník Sokolov, ehe er im Saisonverlauf vom EHC Wattens aus der Tiroler Eliteliga verpflichtet wurde.
Zwischen 2017 und 2019 spielte Hruška wieder für den HC Baník Sokolov, ehe er seine Karriere beim HC Stadion Cheb in der vierten Spielklasse ausklingen ließ und 2020 seine Karriere beendete. Mit 912 Extraliga-Spielen gehört er (2022) zu den Top Ten der Rekordspieler der Extraliga.

### International
Im Juniorenbereich spielte Rosa für Tschechien bei der U18-Europameisterschaft 1995 und der U20-Juniorenweltmeisterschaft 1997. Für die tschechische Herrenauswahl absolvierte er von 2001 bis 2004 insgesamt 4 Länderspiele, nahm aber an keinem großen Turnier teil.

## Erfolge und Auszeichnungen
| - 1996 Tschechischer Meister mit dem HC Petra Vsetín - 1997 Tschechischer Meister mit dem HC Petra Vsetín - 1998 Tschechischer Meister mit dem HC Vsetín - 2002 Toptorjäger der Extraliga - 2003 Tschechischer Meister mit dem HC Slavia Prag - 2004 Tschechischer Vizemeister mit dem HC Slavia Prag - 2004 Beste Plus/Minus-Wertung der tschechischen Extraliga | - 2006 Tschechischer Vizemeister mit dem HC Slavia Prag - 2008 Tschechischer Meister mit dem HC Slavia Prag - 2009 Toptorjäger der tschechischen Extraliga - 2009 Tschechischer Vizemeister mit dem HC Slavia Prag - 2010 Meister der 1. Liga mit dem KLH Chomutov - 2012 Meister der 1. Liga und Aufstieg in die Extraliga mit dem KLH Chomutov |